# Sportverein Austria Salzburg
|  | Aquest article tracta sobre el club fundat l'any 2006 . Si cerqueu el club conegut com SV Austria Salzburg entre 1993 i 2005, vegeu «FC Red Bull Salzburg». |

El Sportverein Austria Salzburg és un club de futbol austríac, de la ciutat de Salzburg. Va ser fundat el 2005 per afeccionats blanc-i-violetes de l'anterior SV Austria Salzburg, fundat el 1933, descontents amb la compra del seu club per part de la franquícia Red Bull. Estos afeccionats desitjaven mantindre el nom, escut i colors del seu club, cosa que havia canviat el seu nou propietari, de manera que van fundar aquest nou club.

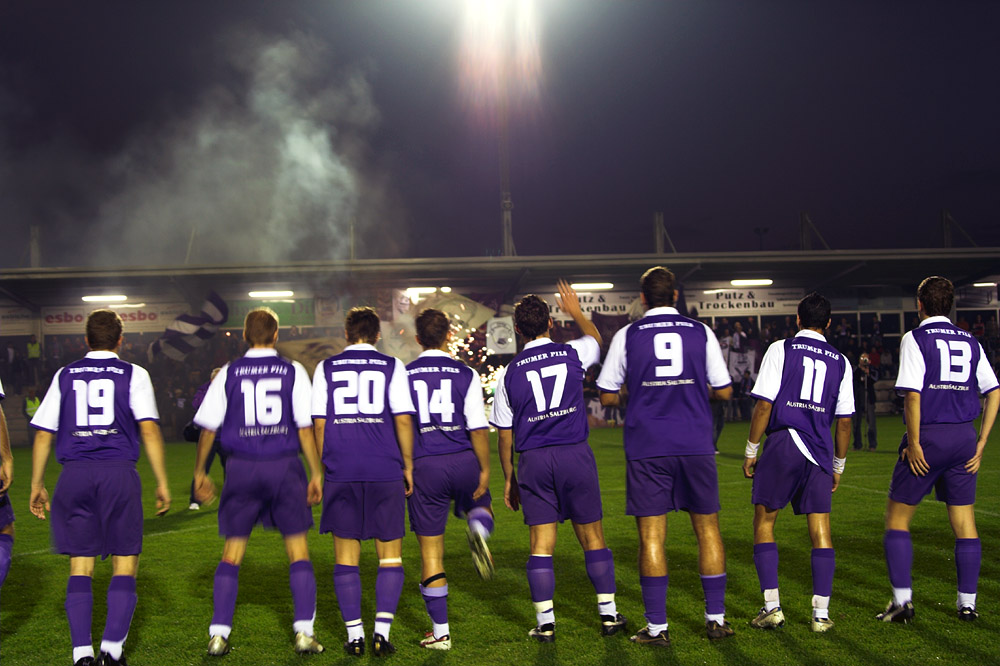
Fotografia dels jugadors del 2006.

## Palmarès

### Tornejos nacionals
- Bundeslliga austríaca (3): 1993-94, 1994-95, 1996-97.
- Supercopa austríaca de futbol (3): 1994, 1995, 1997.

### Tornejos internacionals
- Subcampió de la Copa de la UEFA (1): 1994.